# Moča
Moča, ungarisch Dunamocs (ungarisch bis zum 19. Jahrhundert Mocs) ist eine Gemeinde im Südwesten der Slowakei mit 1145 Einwohnern (Stand 31. Dezember 2024). Sie liegt im Okres Komárno, einem Teil des Nitriansky kraj.

## Geographie

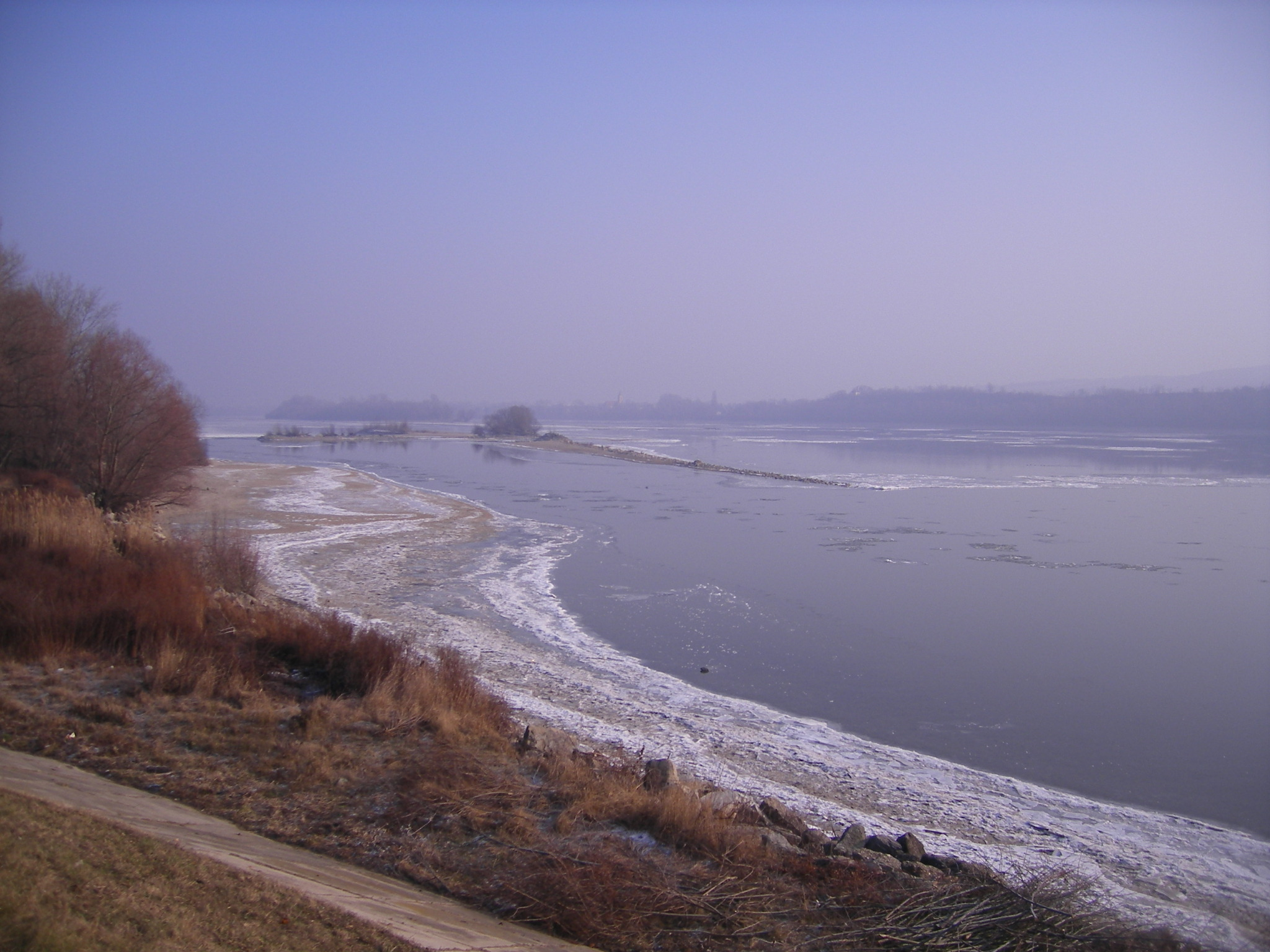
Landschaft entlang der Donau im Winter

Die Gemeinde befindet sich im slowakischen Donautiefland, am linken Ufer der Donau, die hier die Grenze zu Ungarn bildet. Das Ortszentrum liegt auf einer Höhe von 110 m n.m. und ist 23 Kilometer von Komárno sowie 26 Kilometer von Štúrovo entfernt.
Nachbargemeinden sind Bátorove Kosihy im Norden, Búč im Nordosten, Kravany nad Dunajom im Osten, Süttő und Neszmély (jeweils in Ungarn) im Süden, Radvaň nad Dunajom im Westen und Modrany im Nordwesten.

## Geschichte

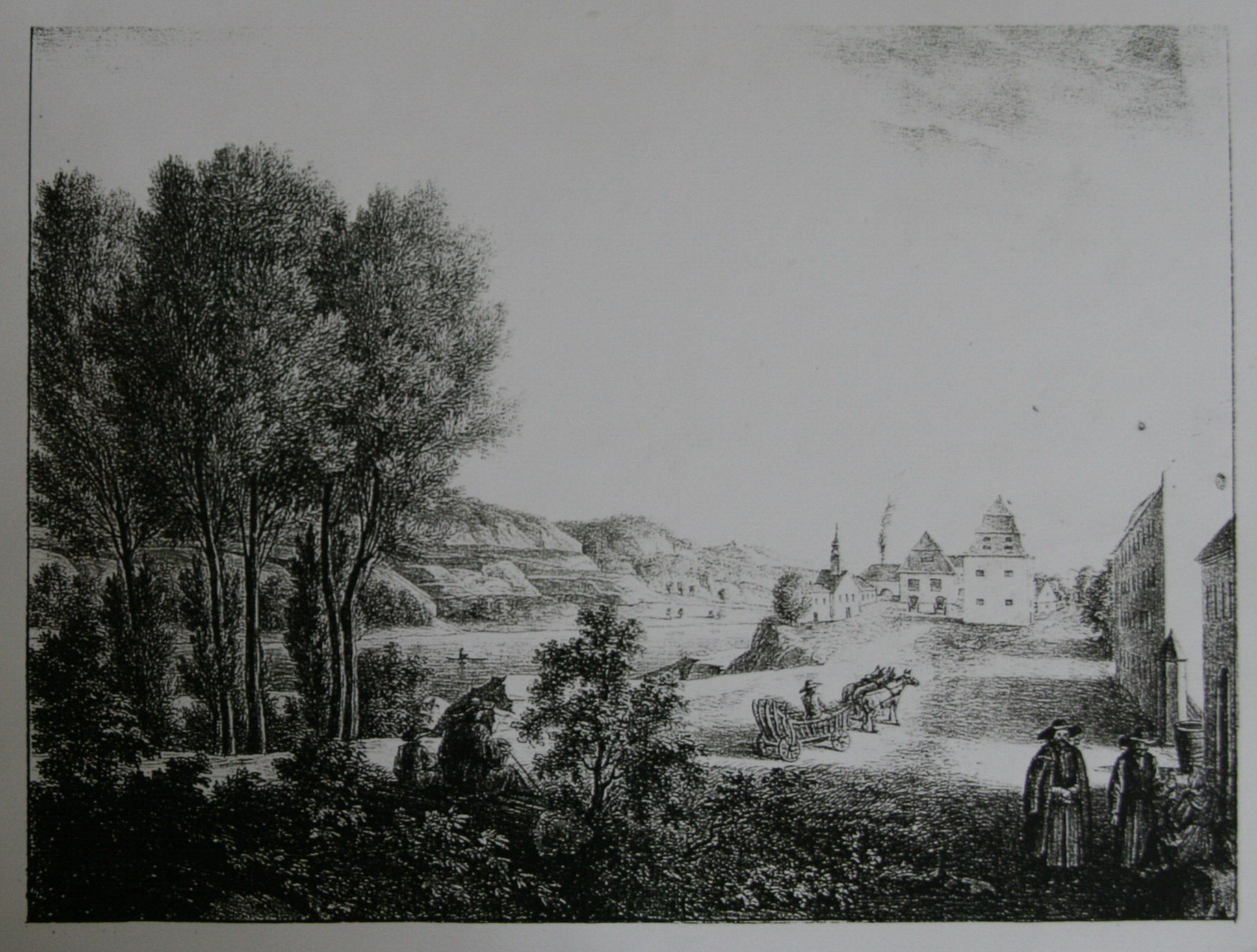
Historische Abbildung von Moča, 1827

Der heutige Ort wurde zum ersten Mal 1208 als Moch schriftlich erwähnt und gehörte zum Besitz von Königinnen im Herrschaftsgebiet rund um Komorn, nach 1291 wurde das Dorf zum Gut des Erzbistums Gran. Bis zur Mitte des 16. Jahrhunderts besaß das Geschlecht Báthory Güter im Dorf, danach wurde es im Verlaufe der Türkenkriege verwüstet. 1557 gab es nur fünf Höfe, 1622 acht Mühlen. Erst mit dem Abzug der Osmanen im späten 17. Jahrhundert begann sich der Ort zu erholen, so hatte er 1699 300 Einwohner und gut 90 Jahre später (im Jahr 1787) 146 Häuser und 872 Einwohner. 1828 zählte man 351 Häuser und 2137 Einwohner, die als Fischer, Flößer und Landwirte beschäftigt waren.
Bis 1918/1919 gehörte der im Komitat Gran liegende Ort zum Königreich Ungarn und kam danach zur Tschechoslowakei beziehungsweise heute Slowakei. Infolge des Ersten Wiener Schiedsspruchs war Moča zwischen 1938 und 1945 noch einmal Teil von Ungarn. Bis 1945 gab es zudem insgesamt 18 Wassermühlen an der Donau.
Das Donauhochwasser 1965 richtete mit 100 zerstörten Häusern große Schäden in Moča an.

## Bevölkerung
| Jahr                | 1994 | 2004    | 2014    | 2024    |
| ------------------- | ---- | ------- | ------- | ------- |
| Anzahl der Personen | 1190 | 1173    | 1133    | 1145    |
| Unterschied         |      | −1,42 % | −3,41 % | +1,05 % |

| Jahr                | 2023 | 2024    |
| ------------------- | ---- | ------- |
| Anzahl der Personen | 1149 | 1145    |
| Unterschied         |      | −0,34 % |

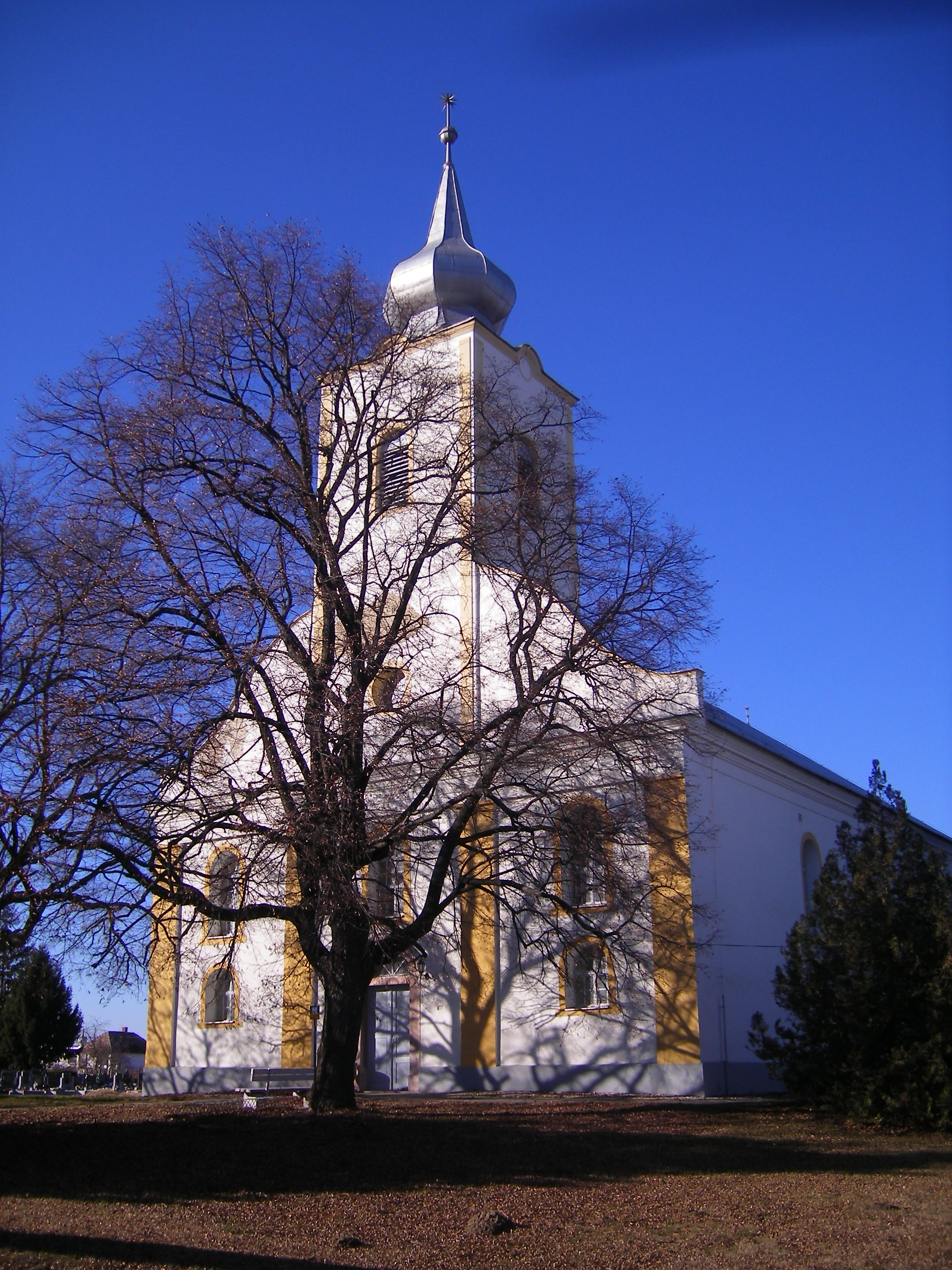
Reformierte Kirche

Gemäß der Volkszählung 2011 wohnten in Moča 1151 Einwohner, davon 1057 Magyaren, 68 Slowaken, vier Roma, zwei Tschechen sowie jeweils ein Mährer und Ukrainer. Ein Einwohner gab eine andere Ethnie an und 17 Einwohner machten keine Angabe zur Ethnie.
754 Einwohner bekannten sich zur reformierten Kirche, 307 Einwohner zur römisch-katholischen Kirche, drei Einwohner zur griechisch-katholischen Kirche, jeweils zwei Einwohner zu den Zeugen Jehovas, zur apostolischen Kirche, zur Evangelischen Kirche A. B. und zur tschechoslowakischen hussitischen Kirche sowie jeweils ein Einwohner zur evangelisch-methodistischen Kirche, zur jüdischen Gemeinde und zur Pfingstbewegung; ein Einwohner bekannte sich zu einer anderen Konfession. 47 Einwohner waren konfessionslos und bei 28 Einwohnern wurde die Konfession nicht ermittelt.

## Bauwerke
- römisch-katholische Kirche im Barockstil aus dem Jahr 1764, im 20. Jahrhundert umgebaut
- reformierte Kirche im spätklassizistischen Stil aus dem Jahr 1860